# Ripenda Verbanci
Ripenda Verbanci (talijanski: Ripenda Verbanzio) naselje je u sastavu Grada Labina, Istarska županija. 

## Stanovništvo
Prema popisu stanovništva iz 2001. godine, naselje je imalo 96 stanovnika te 37 obiteljskih kućanstava.
| broj stanovnika | 642   | 614   | 262   | 230   | 249   | 264   | 1191  | 1212  | 274   | 260   | 211   | 168   | 129   | 107   | 96    | 86    | 99    |
|                 | 1857. | 1869. | 1880. | 1890. | 1900. | 1910. | 1921. | 1931. | 1948. | 1953. | 1961. | 1971. | 1981. | 1991. | 2001. | 2011. | 2021. |

## Povijest
Godine 1941. ovdje se otvara rudarsko okno. Nova jama Ripenda-Plomin otvara se 1978. godine. Zatvaranjem potonje jame 25. ožujka 1988. godine prestaje rudarenje na području današnjeg Grada Labina, a rudarenje u ovim krajevima (Labinština) potpuno prestaje zatvaranjem jame u Tupljaku 1999. godine. U Ripendi je ukupno iskopano 1.175.520 tona ugljena. Na prostoru bivšeg okna nastala je Poduzetnička zona Ripenda Verbanci, u kojoj posluju "Elektra" i "Inoplast".